# هناك مستقبل
حزب هناك مستقبل بالعبرية יש עתיד (هو حزب إسرائيلي تأسس في عام 2012 بزعامة يائير لبيد.

## التأسيس
تأسس الحزب في عام 2012، قبيل الانتخابات للكنيست التاسعة عشرة. في شهر كانون الثاني/ يناير من هذا العام، أعلن مؤسس الحزب، يائير لبيد، عن تخليه عن «شبكة الأخبار» التابعة للقناة الثانية الإسرائيلية، التي كان يعمل فيها ودخوله المعترك السياسي قبيل الانتخابات المزمع إجراؤها. وقد أعلن عن قراره بالتزامن مع السعي إلى سن قانون في الكنيست يقضي بوجوب وجود فترة فاصلة للصحافيين الذين ينتقلون إلى مجال السياسة. أعلن لبيد أنه لن ينضم إلى أحزاب «كديما» أو «حزب_العمل_الإسرائيلي»، وفي نهاية المطاف أقام حزب «هناك مستقبل». وقد أعلن بأن حزبه سوف يهتم بالطبقة الوسطى، وسوف يعمل كذلك من أجل تغيير طريقة الحكم، وإتباع منهجية متساوية في التجنيد في الجيش الإسرائيلي، وتغيير برنامج امتحانات «البيغروت» (التوجيهي)، ومنح محفزات للمساعدة في حل ضائقة الإسكان. وأعرب لبيد عن معارضته للسماح باستعمال المخدرات الخفيفة. وفي إجابته على سؤال آخر حول السمات التي يتميز بها حزبه، كتب لبيد بأن حزبه لن يقيم انتخابات تمهيدية، وسوف يتم انتخاب مرشحي الحزب للكنيست من قبل جهة منظمة. وقد أعلن لبيد أنه لن يظهر في حزبه أي من السياسيين الذين يشغلون مناصب في الحكومة الحالية.
في تاريخ 29 نيسان سجل لبيد حزبه في سجل الأحزاب باسم «هناك مستقبل»، وفي 1 أيار عُقد المؤتمر الأول للحزب، حيث عٌرضت فيه النقاط الرئيسية في برنامج الحزب. وحسب دستور الحزب، يحدد لبيد قائمة المرشحين للكنيست، وهو من يقرر في قضايا سياسية (مثل الانضمام إلى الائتلاف الحكومي)، ويحتفظ بمنصب رئيس الحزب حتى نهاية فترة الكنيست العشرين.

## من اعضائه
ومن بين المنضمين إلى قائمة حزب «هناك مستقبل» يعقوب بيري، والحاخام شاي بيرون، ويعيل غرمن، وعوفر شيلح، ومئير كوهن.

## البرنامج السياسي
يركز برنامج الحزب على تغيير سلم الأولويات في الدولة مع منح الأولوية للحياة المدنية وتحسين وضع الطبقة الوسطى. ويقترح الحزب إقامة «مجلس قومي للتربية والتعليم» وبلورة سلة تربوية شخصية لكل طالب. كذلك يقترح البرنامج خطة لبناء 150 ألف وحدة سكنية على فترة 10 سنوات بتمويل من الجهات المؤسسية وباستخدام أراض حكومية تٌخصص للبناء وللإيجار على المدى البعيد من دون دفع. كذلك طرح الحزب عدداً من الاقتراحات لتشجيع المصالح الصغيرة، ومنح ضمانات مصرفية للمصالح أنفسها وليس للبنوك، وتقديم الإصلاحات في موضوع ترخيص المصالح، وألا يكون فقدان الاستحقاق لضمان الدخل فوريا.
يدعو حزب «هناك مستقبل» إلى محاربة الفساد العام، وتقوية حكم القانون والحفاظ على مكانة محكمة العدل العليا، ويدعو الحزب كذلك إلى وضع دستور جديد في إسرائيل ويعرض تغيرات في طريقة الحكم، ومن ضمنها رفع نسبة الحزب حتى 6%، وعدم إمكانية إسقاط الحكومة إلا باقتراح حجب ثقة شامل وبأغلبية 70 عضو كنيست. ينادي الحزب بالمساواة في التجنيد لجيش الدفاع، وحسب برنامج الحزب فإنه خلال خمس سنوات سوف يكون كل يهودي-إسرائيلي في جيل التجنيد جندياً في جيش الدفاع، أو عوضاً عن ذلك سوف ينضم إلى نظام الخدمة المدنية. أما عرب إسرائيل فلن يتم إلزامهم بالخدمة العسكرية أو المدنية.

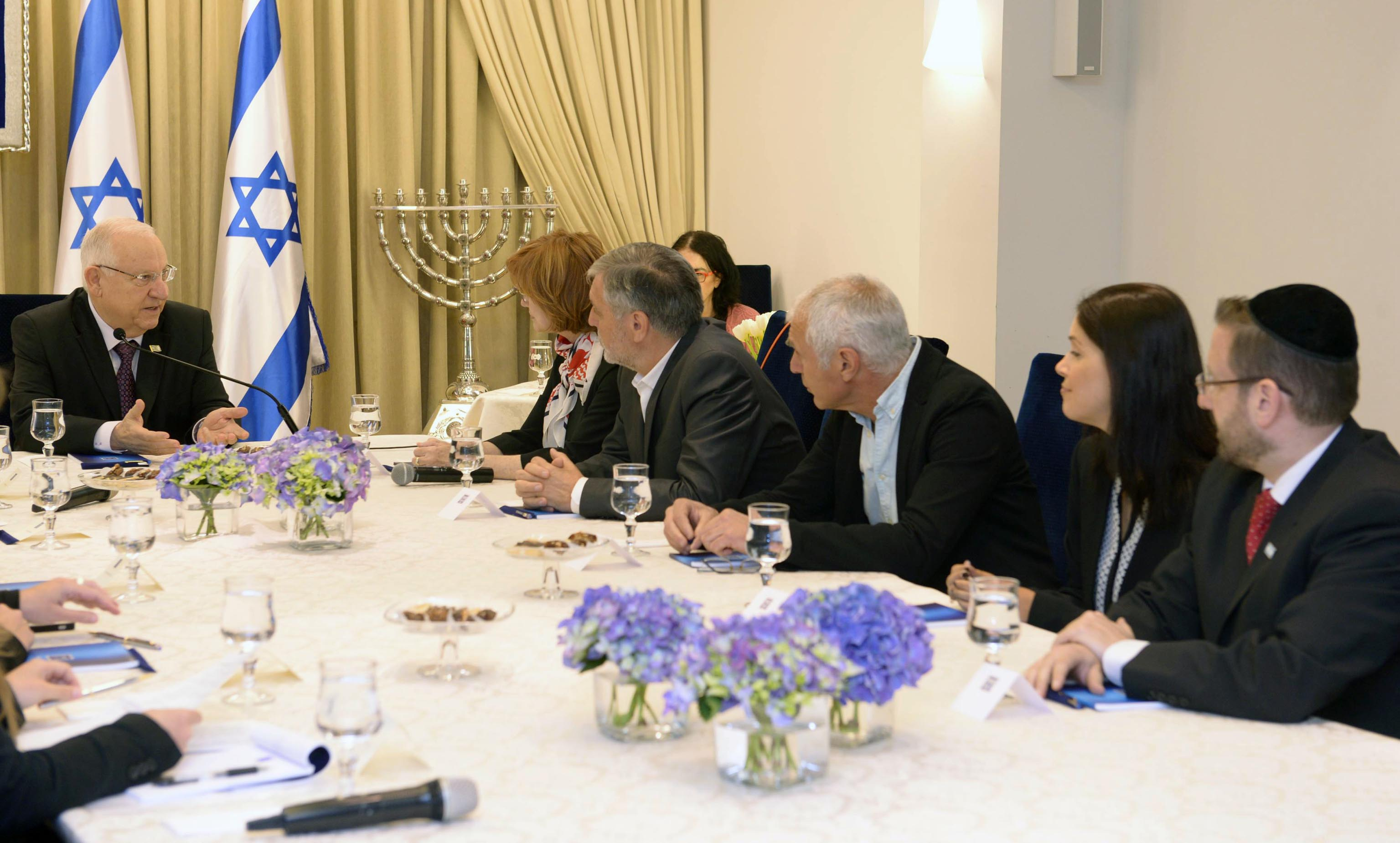
اجتماع رؤوفين ريفلين مع اعضاء قائمة هناك مستقبل بعد انتخابات 2015

على المستوى السياسي ينادي حزب «هناك مستقبل» بحل دولتين لشعبين من خلال المفاوضات ودعم المسيرة السلمية مع الحفاظ على القدس كعاصمة موحدة ل«دولة» إسرائيل. من بين أعضائه في الكنيست المحامية المعاقة كارين الحرار.

## كتلة هناك مستقبل 2015
فيما يلى أعضاء كتلة هناك مستقبل لعام 2015 
1. يائير لبيد
2. شاي بيرون
3. يائيل جيرمان
4. مئير كوهين
5. يعقوب بيري
6. عوفر شيلح
7. حاييم جيلين
8. كارين الحرار
9. يوئيل رازفوزوف
10. عليزا لافي
11. ميكي ليفي
12. اليعازر شتيرن
13. بنينا تامانو-شطا
14. بوعاز توبوروفسكي
15. روث كالديرون
16. يفعات كريف
17. دوف ليبمان
18. رونين هوفمان
19. زهوريت سوريك [3]